# Соломоновы Острова на Олимпийских играх
Соломоновы Острова дебютировали на летних Олимпийских Играх в Лос-Анджелесе в 1984 году, и с тех пор спортсмены из Соломоновых островов участвовали во всех летних Олимпийских играх. Всего на Олимпийских играх страну представляли 14 мужчин и 6 женщин, принимавших участие в состязаниях по боксу, дзюдо, лёгкой атлетике, стрельбе из лука и тяжёлой атлетике. Самые крупные делегации представляли страну на Олимпийских играх 1988, 1996 и 2012 годов (по 4 человека).
В зимних Олимпийских играх Соломоновы Острова участия не принимали. Спортсмены Соломоновых Островов никогда не завоёвывали олимпийских медалей.
Национальный олимпийский комитет Соломоновых Островов был создан в 1983 году и признан МОК в том же году.

## Количество участников на летних Олимпийских играх
| Вид спорта        | 1984 | 1988 | 1992 | 1996 | 2000 | 2004 | 2008 | 2012 | 2016 | Всего |
| ----------------- | ---- | ---- | ---- | ---- | ---- | ---- | ---- | ---- | ---- | ----- |
| Бокс              |      | 1    |      |      |      |      |      |      |      | 1     |
| Дзюдо             |      |      |      |      |      |      |      | 1    |      | 1     |
| Лёгкая атлетика   | 2    | 1    |      | 3(1) | 2(1) | 2(1) | 2(1) | 2(1) | 2(1) | 12(4) |
| Стрельба из лука  |      | 1    |      |      |      |      |      |      |      | 1     |
| Тяжёлая атлетика  | 1    | 1    | 1    | 1    |      |      | 1(1) | 1(1) | 1(1) | 5(2)  |
| Всего спортсменов | 3    | 4    | 1    | 4(1) | 2(1) | 2(1) | 3(2) | 4(2) | 3(2) | 20(6) |

- в скобках приведено количество женщин в составе сборной